# Епициклоида
Епициклоида (од грч. ὲπί -на, над и грч. κυκλος-круг ) је крива, која се добија када се једна кружница котрља по другој кружници са центром у исходишту и тада произвољна тачка покретне кружнице описује епициклоиду.

## Једначина епициклиде
Ако фиксирана кружница има радијус {\displaystyle R}, а покретна кружница радијус {\displaystyle r} тада се епициклоида може описивати следећим једначинама:
{\displaystyle x(\theta )=(R+r)\cos \theta -r\cos \left({\frac {R+r}{r}}\theta \right)}
{\displaystyle y(\theta )=(R+r)\sin \theta -r\sin \left({\frac {R+r}{r}}\theta \right),}
Пошто између радијуса две кружнице постоји омер {\displaystyle \textstyle k={\frac {R}{r}}} онда се једначине могу написати као:
{\displaystyle x(\theta )=r(k+1)\cos \theta -r\cos \left((k+1)\theta \right)\,}
{\displaystyle y(\theta )=r(k+1)\sin \theta -r\sin \left((k+1)\theta \right).\,}
Ако је {\displaystyle k} целобројан онда је епициклоида затворена и има {\displaystyle k} шиљака. У случају да је {\displaystyle k} рационалан број једнак p/q тада епициклоида има p шиљака. У случају да је {\displaystyle k} ирационалан број крива се никада не затвара, па се добија бесконачан број шиљака. Епициклиоида са једним шиљком назива се кардиоида.
- Epicycloid Examples
- k = 1
- k = 2
- k = 3
- k = 4
- k = 2.1 = 21/10
- k = 3.8 = 19/5
- k = 5.5 = 11/2
- k = 7.2 = 36/5

## Доказ
Претпоставимо да желимо да решимо положај тачке {\displaystyle p} и да {\displaystyle \alpha } и {\displaystyle \theta } одговарајући углови приказани на слици. По претпоставци нема клизања између кружница, па вреди:
{\displaystyle \ell _{R}=\ell _{r}} тј.
{\displaystyle \ell _{R}=\theta R,\ell _{r}=\alpha r}, па се добија једначина:
{\displaystyle \theta R=\alpha r} и одатле
{\displaystyle \alpha ={\frac {R}{r}}\theta }
Са слике добија се позиција:
{\displaystyle x=\left(R+r\right)\cos \theta -r\cos \left(\theta +\alpha \right)=\left(R+r\right)\cos \theta -r\cos \left({\frac {R+r}{r}}\theta \right)}
{\displaystyle y=\left(R+r\right)\sin \theta -r\sin \left(\theta +\alpha \right)=\left(R+r\right)\sin \theta -r\sin \left({\frac {R+r}{r}}\theta \right)}